# Parafia Miłosierdzia Bożego w Siennicy Nadolnej
Parafia Miłosierdzia Bożego w Siennicy Nadolnej – parafia rzymskokatolicka, znajdująca się w archidiecezji lubelskiej, w dekanacie Krasnystaw – Zachód.

## Zasięg parafii
Do parafii należą wierni z następujących miejscowości: Bzite, Krupiec, Osiedle Cukrownia, Osiedle P.Z.Z., Osiedle Polana, Siennica Nadolna, Wincentów.

## Proboszczowie
- ks. Władysław Wójtowicz: 09.03.1985 – 18.06.1998
- ks. Jacek Brogowski: 18.06.98 – 21.06.08
- ks. Franciszek Kamiński: 21.06.2008 – 30.06.2021
- ks. Andrzej Kowalczyk: 1.07.2021 - obecnie